# Minor2Go
Minor2Go (* 1984 in Saalfeld, Thüringen, bürgerlich Martin) ist ein deutscher Musiker und Musikproduzent. Ein weiteres Alias führt er unter dem Namen Martin Minor.
Als ein Mitglied der Online-Plattform Looperman veröffentlichte Minor2Go zunächst instrumentale und frei erhältliche Musikschleifen, sogenannte Loops. Looperman bietet beispielsweise Musikern, Filmproduzenten, Musikproduzenten und DJs die Möglichkeit, lizenzfreie Loops, Beats, Samples, Vocals und Acapellas sowohl hoch- als auch herunterzuladen.
2008 erstellte Minor2Go den gleichnamigen Account auf Looperman und lud seitdem über 5000 Loops hoch. Am umfangreichsten sind dabei Piano- und Gitarrenmelodien, größtenteils in Moll geschrieben, die eine Länge von ca. 10 bis 30 Sekunden umfassen.
Im Jahr 2013 wurde einer seiner Loops zum ersten Mal für eine kommerzielle Veröffentlichung der US-amerikanischen Rapper Kid Ink und Pries für den Track „STFU“ genutzt. Unter anderem die mit Gold und Platin ausgezeichneten Hits wie „Pop Out“ von Polo G und Lil Tjay sowie „No Stylist“ von French Montana und Drake beinhalten Minor2Go-Loops.
Mehr als die Hälfte der Tracks auf dem Polo-G-Album „Die A Legend“ verwenden Minor2Go-Loops. Stilprägend sind seine Gitarren-Loops.
Im August 2020 unterschrieb Minor2Go einen Plattenvertrag bei Electric Feel Entertainment Europe.